# Leptotila megalura
Leptotila megalura là một loài chim trong họ Columbidae.